# Hirokazu Kobayashi
Hirokazu Kobayashi (小林 裕和, Kobayashi Hirokazu) est un aïkidoka japonais, né le 14 février 1929 et décédé le 28 août 1998 au Japon. Disciple direct de Morihei Ueshiba, fondateur de la discipline, il vint en Europe pour la première fois en 1964 et rendit visite aux maîtres japonais qui y enseignaient au nom de l'aikikai de Tokyo. Il ne revint ensuite qu'en 1971, et à partir de cette année-là, chaque année jusqu'à sa mort. Le 8e dan lui fut décerné en 1970.

## Biographie
Adolescent, il pratique le kendo, le judo et le karaté. En 1946, son instructeur de karaté lui fournit une lettre de recommandation pour aller étudier l'aïkido auprès de son fondateur, Morihei Ueshiba.
Durant sa période d'étude à Tokyo, il fut un des élèves proches de Morihei Ueshiba, l'accompagnant à la fois dans son enseignement et dans la vie quotidienne. Hirokazu Kobayashi, convaincu de l'idéal de l'aikido, favorisa l'installation de tous les styles de cet art dans sa région.
À partir de 1954, Kobayashi s'installe à Ōsaka, se partageant entre l'enseignement à différents groupes de la police d'Osaka. Peu à peu, il suscite la création de sections d'aikido dans les universités du Kansai. Il accompagne son maître, Ueshiba Morihei lors de ses déplacements. À cette époque, Morihei Ueshiba venait pratiquement chaque mois à Ōsaka pour enseigner. Il n'a enseigné hors du Japon qu'une fois, à Hawaii sur l'invitation de Ichizaka sensei mais il n'y fut pas accompagné par Kobayashi sensei dont le père venait de décéder.
Contrairement à son maître, Kobayashi Hirokazu voyagea beaucoup à l'étranger pour diffuser l'aikido, notamment en Europe. Outre la France, il enseigna régulièrement en Allemagne, en Suisse et en Italie et assez souvent en Belgique, Hollande, Portugal, Maroc. Il poursuivit ces visites régulières en Europe jusqu'en 1997, formant un ensemble d'enseignants européens qui se réclament aujourd'hui de son influence.
Au Japon, Hirokazu Kobayashi maintint des relations cordiales avec Kenji Tomiki, malgré les frictions créées au sein de l'aïkido au sujet de Tomiki et de sa volonté d'introduire une forme de compétition dans la discipline. Il invita ainsi Tomiki à plusieurs reprises à Ōsaka, et pratiqua longtemps avec un des élèves de Tomiki, Tetsuro Nariyama. Parallèlement, s'il autorisa la création en Europe d'organisation se réclamant de son nom ou de son enseignement, comme l'Académie Autonome d'Aikido, il demeura jusqu'à sa mort un membre de l'Aikikai.

## Style
L'enseignement d'Hirokazu Kobayashi met l'accent sur les principes de meguri, (principe spiralé de prise de contact) et de ki-no-musubi (relation de centre à centre, lien des énergies).
Son aikido est complet. Il ne dissocia jamais aikitaijutsu, aikiken, aikijo et aikitaiso.

## Héritage
- France: André Cognard, Robert Boudrez, Adrien Halm, Jean-François Riondet, Lucienne Berenger, Daniel Lazennec, Sylvain Paré, jean pol Deville, Étienne Leman, Charles Abelé, Michèle Lasserre
- Maroc: Abdelghani Ghiatt
- Italie: Giampietro Savegnago, Paolo Salvadego, Aldo Gonzato;
- Pologne: Jacek Wysocki, Robert Gembal, Tomasz Kuszewicz, Marcin Ziółkowski;
- Portugal: Leopoldo Ferreira
- Allemagne: Reinhard Czempik, Walter Oelschlaeger, Jürgen Rohrmann
- Belgique: Yves Flon
- Suisse: Jean-Marc Voegeli
- Espagne: Felipe García
- Inde: Avijit Mitra, Debabrata Saha
- USA: Michael Jacyna
- Panama: Gabriel Vega Castro